# Février 1901

## Événements
- 6 février : ouverture de la 9e législature du Canada.
- 7 février: mariage à la Haye de la reine Wilhelmine des Pays-Bas avec le duc Henri de Mecklembourg.
- 13 février: Création de l'association de l'Ecole de Nancy.

- 15 février, Paris: Création d'Astarté, de Xavier Leroux, au Palais Garnier.
- 17 février, Vienne: Création de "Das klagende Lied" de Gustav Malher.

- 19 février, France : Paul Samary occupe ses fonctions de gouverneur de La Réunion.

- 21 février:
  - Cuba : proclamation de la constitution, l'île reste occupée par les troupes américaines.
  - Suisse: Albert Einstein devient citoyen zurichois.

- 24 février [1]: le procureur général du saint-synode Pobiedonostsev fait prononcer l’excommunication de Léon Tolstoï.

- 25 février : création de la Banque d’Afrique Occidentale pour l’émission de monnaie dans les colonies françaises.
- 28 février: Rencontre entre Kitchener et Botha à Middelburg afin de proposer aux Boers d'envisager une paix négociée. Le commandant en chef britannique reçut une réponse négative le 16 mars.

## Naissances
- 1er février : Clark Gable, acteur américain († 16 novembre 1960).
- 2 février :
  - Jacques Basyn, avocat et homme politique belge († 17 février 1982).
  - Jascha Heifetz, violoniste lituanien († 10 décembre 1987).
- 9 février: James Murray, acteur américain († 11 juillet 1936).
- 14 février: Alexandre Rignault, acteur français († 31 mars 1985).
- 19 février: Mohammed Naguib, militaire et homme d'Etat égyptien († 28 août 1984).
- 15 février : Kokomo Arnold, chanteur et guitariste américain de blues († 8 novembre 1968).
- 27 février: 
  - Marino Marini, sculpteur et peintre italien († 6 août 1980)
  - Ali Veliyev, écrivain azéri († 2 février 1963).
- 28 février :
  - Sylvia Field, actrice américaine († 31 juillet 1998).
  - Linus Pauling, chimiste américain, double prix Nobel († 19 août 1994).

## Décès
- 8 février :Otto Reinhold Jacobi, peintre germano-canadien (° 27 février 1812).
- 11 février: Milan Ier, roi de Serbie de 1882 à 1889 (° 22 août 1854).
- 12 février: Severiano de Heredia, homme politique français d'origine cubaine (° 8 novembre 1836).
- 13 février : Paul De Vigne, sculpteur belge (° 26 avril 1843).
- 17 février : Major Arthur L. Howard, officier canadien mort en Afrique du Sud, fondateur et commandant du Canadian Scouts (° 1846).
- 25 février : Lief Newry Fitzroy Crozier, officier de la police montée (° 11 juin 1846).